# Чепіга намібійська
Чепіга намібійська (Colius colius) — вид птахів родини чепігових (Coliidae).

## Поширення
Птах поширений в західних і центральних районах Південної Африки: в Намібії, ПАР і на півдні Ботсвани, де населяє порослі чагарниками посушливі місцеперебування, такі як саванна, пустелі і напівпустелі.

## Спосіб життя
Ці птахи, живляться рослинною їжею, зокрема, фруктами, ягодами і насінням рослин, служать важливим фактором у поширенні насіння багатьох місцевих рослин. Однак можуть поширювати і насіння інвазивних видів.
Птах-миші живуть невеликими групами, що мають родинний зв'язок. Гніздування цих осілих птахів може відбуватися в будь-який час року. Гніздо являє собою велику чашу, добре замасковану в заростях чагарнику. Турботою про потомство займаються обоє батьків, а також помічники, як правило, молоді птахи з попередніх виводків.